# VI. Mohammed marokkói király
VI. Mohammed (arabul: الملك محمد السادس للمغرب) (Rabat, 1963. augusztus 21. –) Marokkó királya (malik) 1999. július 23-a óta.

## Élete
VI. Mohammed 1963-ban született II. Haszan király és Lalla Latífa Hammu berber hercegnő első fiaként, illetve második gyermekeként. 1985-ben diplomázott jogból Rabatban, majd politikatudományt tanult két éven keresztül. 1993-ban, Nizzában avatták a tudományok doktorává; egy év múlva pedig a marokkói hadsereg tisztjévé avatták.
VI. Mohammed 1999. július 23-án lépett trónra, miután édesapja szívrohamban váratlanul meghalt. Királyként első lépései közé tartozott a politikai foglyok szabadon engedése és a népszerűtlen belügyminiszter menesztése. Rengeteg pénzt fordít az ország fejlesztésére, így VI. Mohammed elnyerte a „szegények királya” nevet. Az utóbbi évtizedekben Marokkó gazdasága jelentős fejlődésnek indult, elsősorban ipari beruházások és a turizmus fellendülése miatt. 2000 márciusában kinevezték az ország első női királyi tanácsadóját, amire az arab világban eddig még nem volt példa. Ugyancsak 2000-ben fogadta Orbán Viktor magyar miniszterelnököt egy barátságos focimeccs keretében. Békét kötött Izraellel.

## Gyermekei
2002. április 12-én feleségül vette egy tanár lányát, Szelma Bennanit, aki informatikus mérnökként dolgozott. Szelma nem viseli a királynéi rangot, hivatalos címe a „Lalla Szelma marokkói királyi hercegné”. 2018-ban elváltak. Két gyermekük született:
- Muláj Hasszán koronaherceg (2003. május 8. –)
- Lalla Hadídzsa hercegnő (2007. február 28. –)

Marokkói 200 dirhamos bankjegy VI. Mohammed király képmásával. Az uralkodó portréja látható Marokkó valamennyi bankjegyén.

## Kapcsolódó szócikk
- Marokkó uralkodóinak családfája

| Előző uralkodó: II. Haszan | Marokkó uralkodója 1999 – | Következő uralkodó: – |